# Paramount Hotel
Le Paramount Hotel, anciennement dénommé le Century-Paramount Hotel, est un hôtel situé dans le Theater District de Midtown Manhattan à New York, aux États-Unis. Conçu par l'architecte Thomas W. Lamb et ouvert en 1928, l'hôtel se trouve au 235 Ouest de la 46e Rue, entre la 8e Avenue et Broadway. Le Paramount Hotel appartient à RFR Realty et compte 597 chambres. Le bâtiment de l'hôtel, conçu dans un style Renaissance, est un site classé de la ville de New York.

## Historique et architecture
L'hôtel en forme de H compte 19 étages, est pourvu de des cours lumineuses à l'ouest et à l'est. Les façades nord et sud de l'hôtel présentent de nombreux décrochements. La façade est en briques, pierre et terre cuite ; la plupart des détails décoratifs sont sur la façade sud de la 46e rue. Le bâtiment comporte une colonnade en marbre blanc à deux niveaux donnant sur la rue, ainsi que plusieurs balcons. Le bâtiment présente un toit en croupe à double hauteur flanqué de mansardes. Le sous-sol abrite un espace événementiel, le Sony Hall, historiquement connu comme boîte de nuit et théâtre. Le design du hall d'entrée résulte d'une rénovation réalisée en 1990 par Philippe Starck.
Isidore Zimmer, Samuel Resnick et Frank Locker développèrent l'hôtel Paramount à partir de 1927 et l'ouvrirent le 12 juin 1928. La période de la prohibition et de la Grande Dépression aggravent la situation financière et l'immeuble est saisi peu après et repris par la Chase National Bank dans les années 1930. Le Paramount connaît la notoriété avec la boîte de nuit Diamond Horseshoe de Billy Rose (aujourd'hui le Sony Hall) ouverte en 1938. Lorsque le Diamond Horseshoe ferme ses portes en 1951, l'hôtel commence à décliner et est vendu à plusieurs reprises au cours des décennies suivantes. Dans les années 1970 et 1980, il est connu sous le nom de Century-Paramount. Philip Pilevsky et Arthur G. Cohen (en) l'acquièrent en 1986, et Ian Schrager (en) l'exploite durant les deux décennies suivantes. Philippe Starck rénove l'hôtel de 1988 à 1990, et d'autres rénovations ont suivi depuis. L'hôtel a été cédé en 2004 à Sol Meliá Hotels and Resorts et Hard Rock Cafe, puis en 2007 à Walton Street Capital. En 2011, il est repris par le RFR Holding d'Aby Rosen.

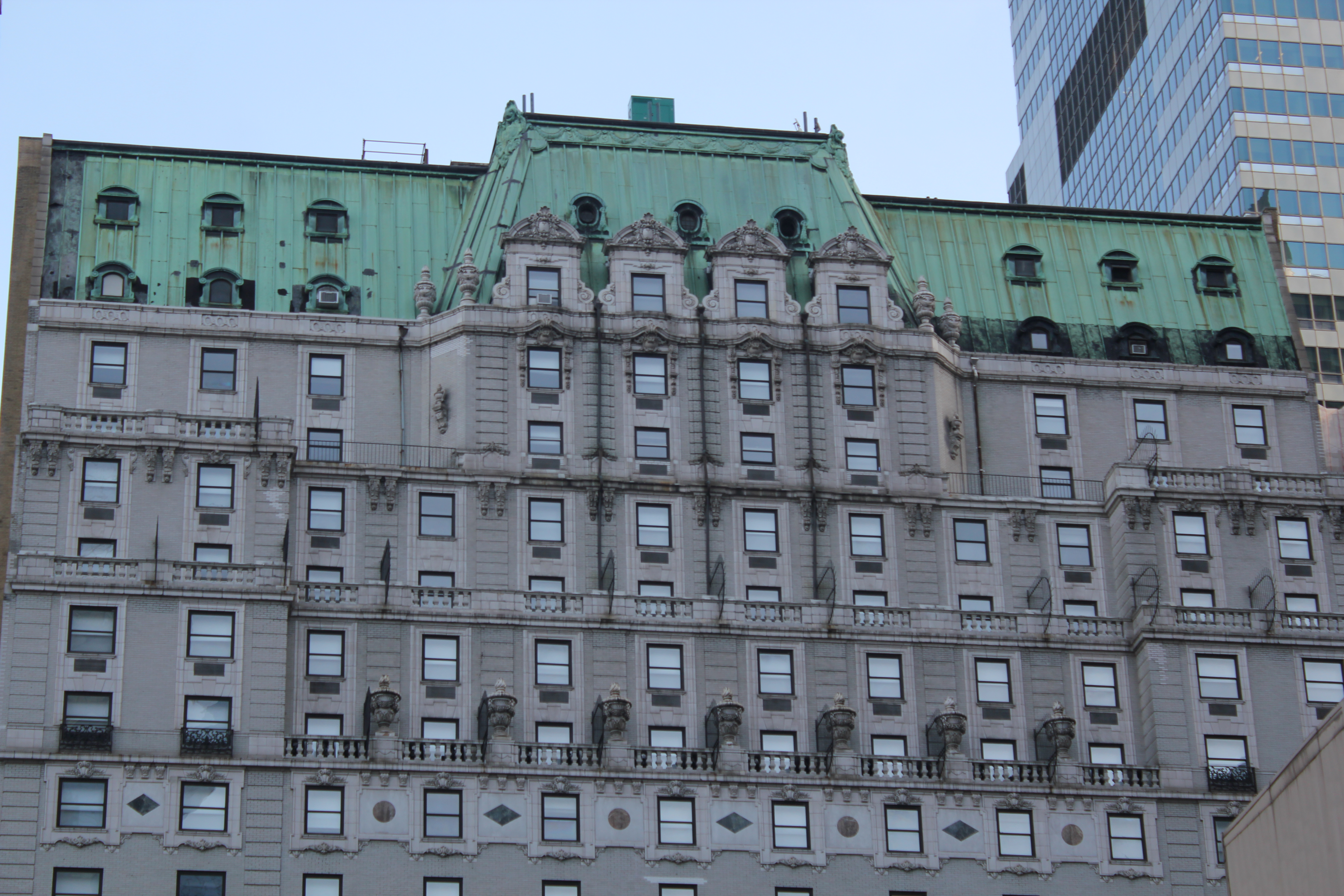
Vue du toit et des balcons.
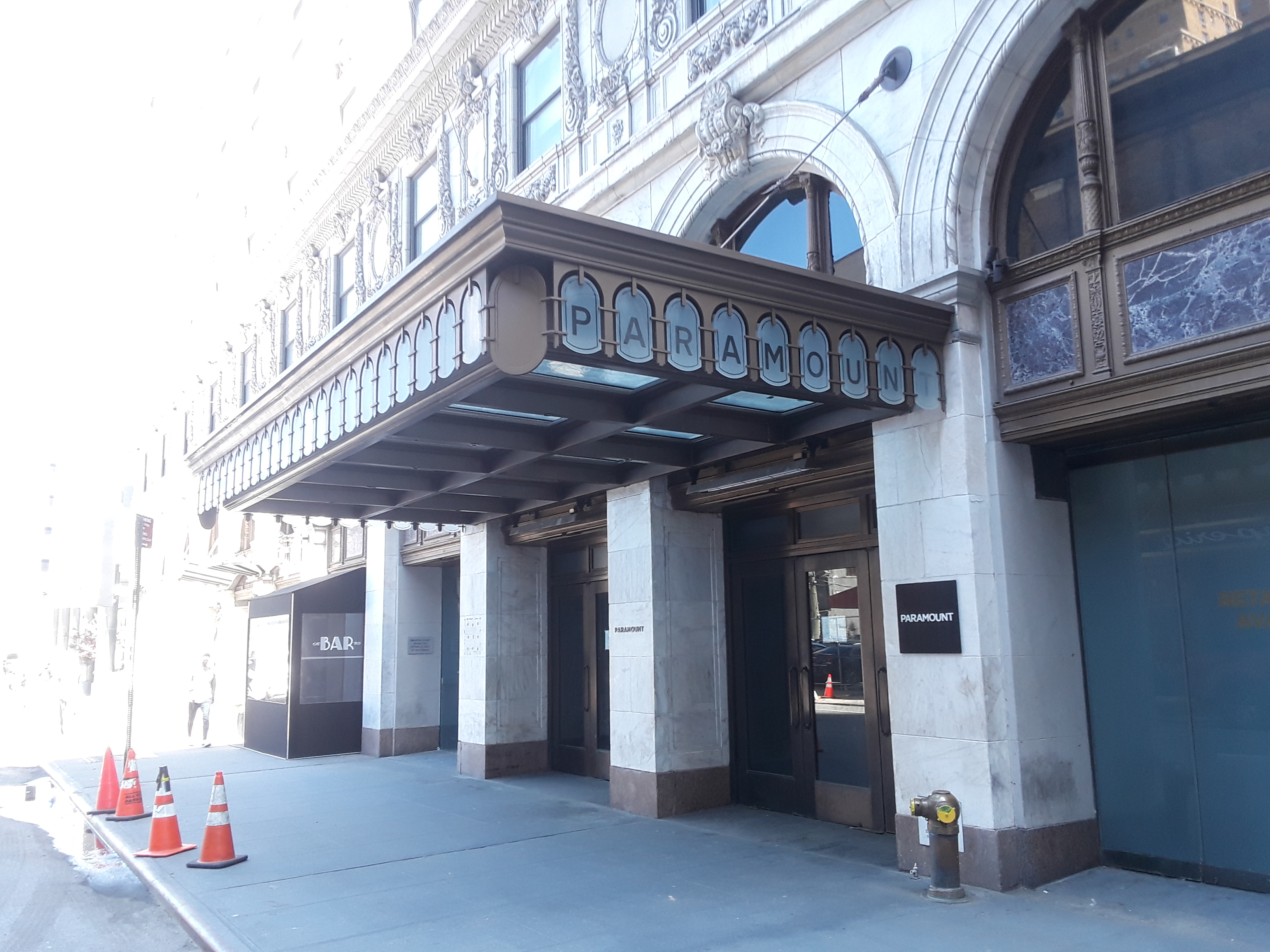
Entrée.
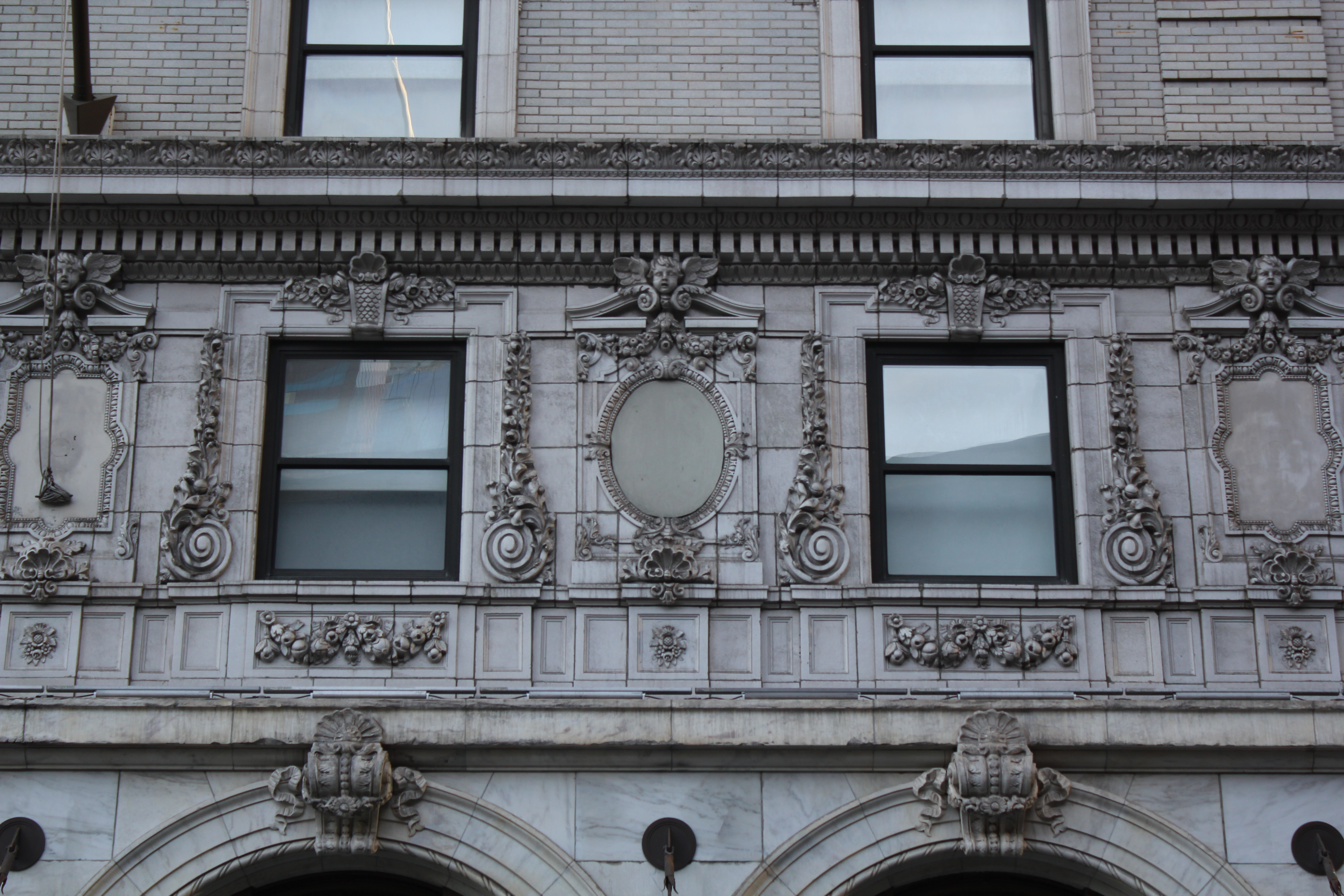
Détail de la façade.
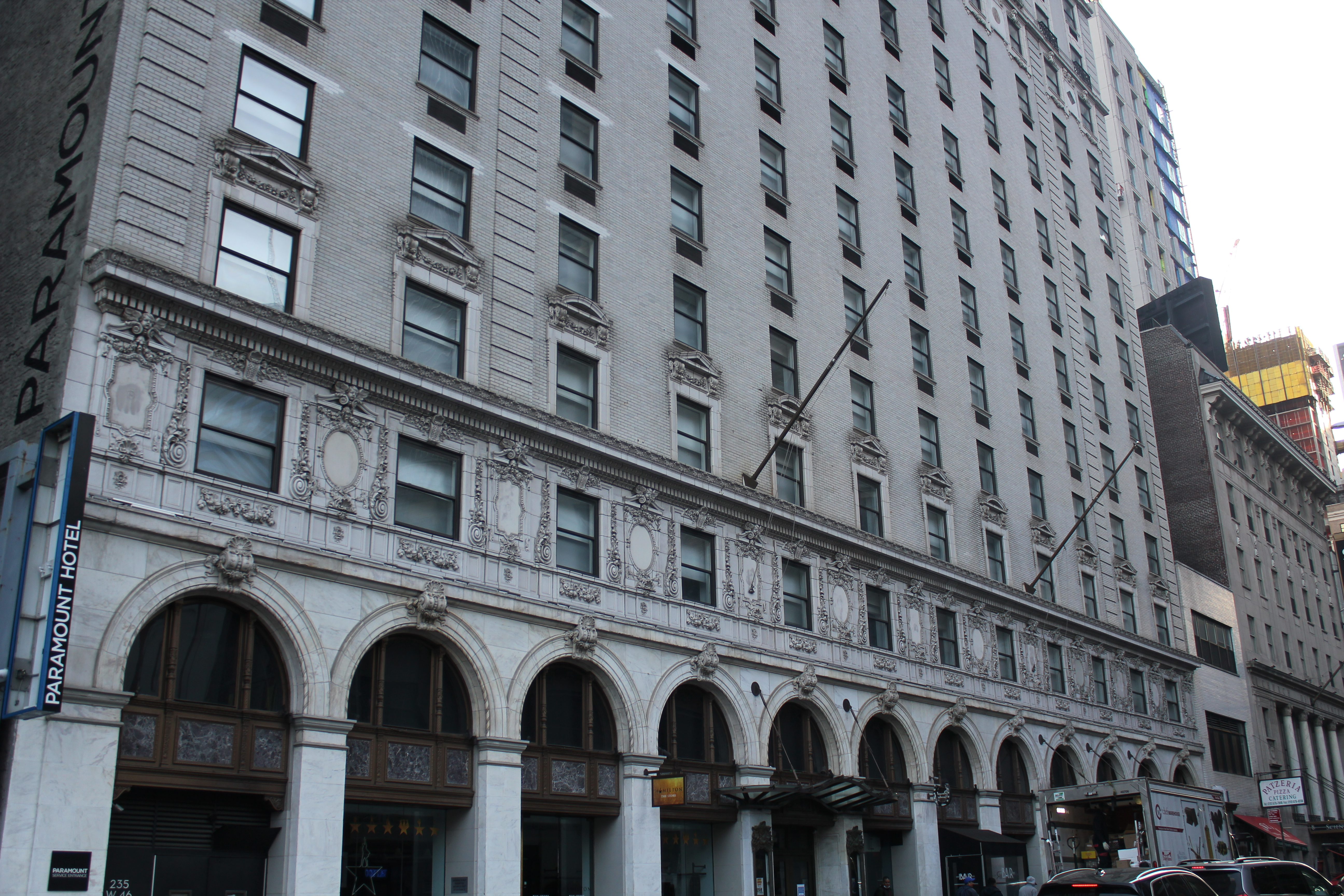
Colonnades sur la 46e Rue.
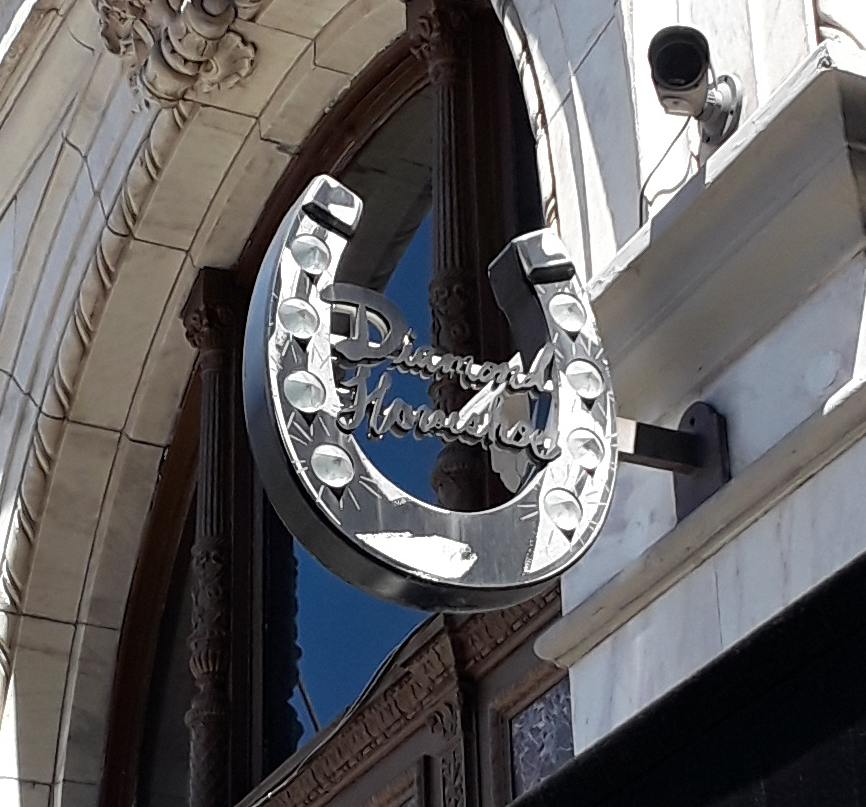
Sigle du Diamond Horseshoe
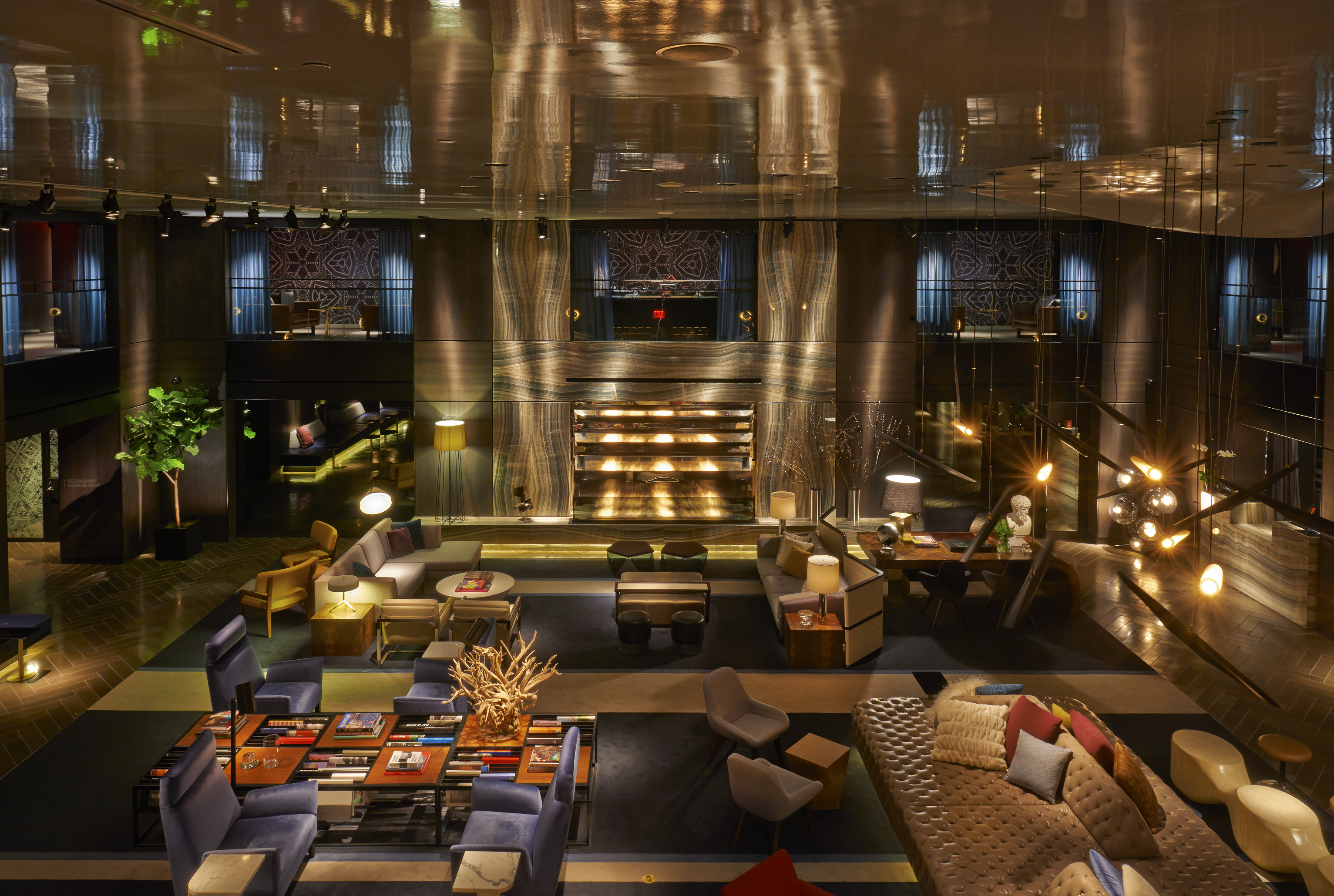
Intérieur.